# Pla d'Urgell (slätt i Spanien)
Pla d'Urgell är en slätt i Spanien.   Den ligger i provinsen Província de Lleida och regionen Katalonien, i den östra delen av landet, 400 km öster om huvudstaden Madrid.